# Orlantsi (Kitchevo)
Orlantsi (en macédonien Орланци) est un village de l'ouest de la Macédoine du Nord, situé dans la municipalité de Kitchevo. Le village comptait 37 habitants en 2002.

## Démographie
Lors du recensement de 2002, le village comptait :
- Macédoniens : 37